# 戈莱鲁湖
戈莱鲁湖（英語：Kolleru Lake）一作科拉尔湖，位于印度南部，安得拉邦境内，地处戈达瓦里河与克里希纳河三角洲之间，在雨季戈莱鲁湖面积可达260平方千米。湖中盛产虾和螃蟹。沿岸主要城市有埃卢鲁。